# Джонні Воткісс
Джон Воткісс (англ. John Watkiss; нар. 28 березня 1941, Вілленголл, Англія) — австралійський футболіст англійського походження, захисник.

## Клубна кар'єра
Дорослу футбольну кар'єру розпочав 1957 року в «Кентербері-Марріквілль». У 1964 році перебрався до «АПІА Лейхгардт Тайгерс», в якому виступав до 1968 року. У 1969 році перейшов до сіднейського «Хакоаха», де грав до 1974 року. В 1975 році перебрався в «Сазерленд», у футболці якого 1978 році завершив кар'єру гравця. У 1977—1978 роках — граючий тренер «Сазерленда».

## Кар'єра тренера
У футболці національної збірної Австралії дебютував 21 листопада 1965 року в кваліфікації чемпіонату світу 1966 року проти Північної Кореї. Грав у програних матчах чемпіонату світу 1970 року. У 1973 році Австралія вперше виборола путівку на чемпіонат світу (1974 року). На турнірі в ФРН не зіграв у жодному з трьох матчів австралійців на груповому етапі (з НДР 0:2, ФРН 0:3 та з Чилі 0:0). Востаннє футболку збірної Австралії одягав футболку 28 жовтня 1973 року в поєдинку кваліфікації чемпіонату світу 1974 року проти Південної Кореї. Загалом у період з 1965 по 1973 рік зіграв 23 матчі, в яких відзначився 2-а голами.
Воткісс-Стріт в передмісті Сіднея Гленвуд названа саме на честь Джонні Воткісса.